# تومي هاينز
تومي هاينز (بالإنجليزية: Tommy Haynes)‏ هو منافس ألعاب قوى أمريكي، ولد في 14 يوليو 1952 في ناشفيل في الولايات المتحدة.

## وصلات خارجية
- تومي هاينز على موقع الاتحاد الدولي لألعاب القوى (الإنجليزية)
- تومي هاينز على موقع أوليمبيديا (الإنجليزية)